# Idioma kok thawa
Kok Thawa (Kok Thaw, Gugu Dhaw), también llamada Koko Petitj, Uw Inhal, o Ogh Injigharr, es una lengua pama de la Península del Cabo York, en Queensland, Australia.